# ویه-لو-بویه
شهر ویه-لو-بویه (به فرانسوی: Villers-le-Bouillet) در شهرستان اویی  در استان لیئژ  در منطقه فدرال والوون در کشور بلژیک واقع شده‌است.